# Gliese 581 c
Gliese 581 c is een exoplaneet die om de rode dwerg Gliese 581 cirkelt. Hij bevindt zich mogelijk in de bewoonbare zone van zijn planetenstelsel. Binnen deze zone is water in vloeibare vorm mogelijk. De planeet bevindt zich in het sterrenbeeld Weegschaal, ongeveer op 20,55 lichtjaar van de aarde verwijderd.

## Karakteristieken

### Fysieke gegevens
Met een vermoedelijke oppervlaktetemperatuur van 0 tot 40 °C is Gliese 581 c de eerste ontdekte planeet die vergelijkbaar is met de Aarde. Tegelijk is hij de kleinste tot nu toe ontdekte exoplaneet bij een hoofdreeks-ster.
De berekening van de massa van de planeet hangt af van de andere planeten in het Gliese 581-stelsel. Door gebruik van de reeds bekende massa van Gliese 581 b en de aanname van het bestaan van Gliese 581 d, komt de massa van Gliese 581 c uit op ongeveer 5,03 keer de massa van de Aarde.
Ervanuitgaande dat Gliese 581 c een rotsplaneet is en geen ijsplaneet, betekent dat de doorsnede ongeveer 50% groter is dan de Aarde. De zwaartekracht van Gliese 581 c is naar schatting 220% van die van de Aarde.

### Omloopbaan
Gliese 581 c heeft een omlooptijd (een "jaar") van slechts 13 Aardse dagen en de afstand tot de ster Gliese 581 bedraagt slechts 7% (11 miljoen kilometer) van de afstand van de Aarde tot de Zon (150 miljoen km). Doordat de ster Gliese 581 kleiner en kouder is dan de Zon, valt de planeet Gliese 581 c toch binnen de bewoonbare zone.

### Klimaat
Gliese 581 c heeft een geschatte gemiddelde oppervlaktetemperatuur tussen 0 en 40 °C.
De omloopbaan is mogelijk aan zijn ster gebonden, wat betekent dat hij tijdens zijn omloop precies eenmaal om zijn eigen as draait. Daardoor zou de planeet onderhevig zijn aan extreme klimatologische omstandigheden, die hem in een koude nachtzijde en een onbewoonbare dagzijde opdelen. Atmosferische stromingen zouden op de koude zijde weliswaar leven mogelijk maken. Het is echter waarschijnlijker dat deze van de ster afgekeerde zijde volledig is bedekt met ijs.

## Ontdekking

Beweging van de planeet en de ster om een gemeenschappelijk zwaartepunt. Wat gemeten wordt, is de beweging van de ster.

De planeet werd ontdekt door een team onder leiding van Stéphane Udry, onderzoeker bij het Observatorium van de Universiteit van Genève in Zwitserland, met gebruikmaking van het HARPS instrument op de Europese Zuidelijke Sterrenwacht, de telescoop met een spiegeldiameter van 3,6 meter in het La Silla Observatorium in Chili.
Het team bestond uit onderzoekers van de universiteiten van Gèneve, Grenoble, Parijs en Lissabon.
Udry's team gebruikte de radiële snelheid-techniek, waarbij de grootte en massa van een planeet worden vastgesteld op basis van de storingen die de baan van de moederster induceert via de zwaartekracht. De ontdekking van Gliese 581 c werd bekendgemaakt op 24 april 2007. Het team van Stephen Udry gaat met behulp van de Canadese MOST-telescoop vervolgstudies verrichten wanneer de planeet voor de ster Gliese schuift.

## Vloeibaar water
Van Gliese 581 c wordt vermoed dat hij in de bewoonbare zone ligt waar vloeibaar water aanwezig zou kunnen zijn, wat een basisbehoefte voor het leven naar menselijk begrip is. Niettemin kon er tot op heden geen direct bewijs voor vloeibaar water worden geleverd.
Er zijn technieken die de aanwezigheid van waterdamp zouden kunnen aantonen, zoals dat is gedaan bij HD 209458 b, maar dit vereist wel dat de planeet recht voor de ster schuift. Het is nog niet bekend of Gliese 581 c dit ook zal doen.